# 今村陽子
今村 陽子（いまむら ようこ、11月30日 - ）は日本の女性漫画家。主に少女漫画や青年漫画で活動している。

## 経歴・人物
2003年、『ウルトラジャンプ』（集英社）にて読切『プリマ・マテリア』でデビュー。2006年、『シルフ』（メディアワークス）にて『アノニマス』で連載デビュー。
また、デビュー前から「国立少年」というサークルで同人活動を行っており、現在も継続中。
独特な柔らか味のある絵柄と水彩画のようなカラーが特徴。

## 作品リスト
- アノニマス（『シルフ』、アスキー・メディアワークス、全1巻）
- peach fight!（『ウルトラジャンプエッグ』、短期集中連載、集英社、全1巻）
- sunny（『月刊ヤングキング』、少年画報社、全1巻）
- 乙女×乱舞（『ARIA』、講談社、全1巻）
- ヒーローの秘密（『チェンジH』→『月刊ヤングキング』、不定期連載、少年画報社、全2巻）
- ひとよひとよに乙女ごろ（『チェンジH』→『月刊ヤングキングアワーズGH』、隔月連載、少年画報社、全1巻）
- ほんとのかのじょ（『ピュア百合アンソロジー ひらり、』、新書館、全1巻）
- 彼女が俺を好きな理由（『ヤングコミック』、少年画報社、全1巻）※成人向け漫画雑誌(非指定)掲載作品
- 夜鳴きのシィレエヌ（『ヤングキングアワーズ』2015年5月号 - 2019年12月号、少年画報社、全5巻）

### 読み切り
- プリマ・マテリア（『ウルトラジャンプ』2003年11月号、集英社） - デビュー作
- 悪魔でおじゃま。（『ウルトラジャンプ』2007年12月号、集英社）
- 乂忍（『ウルトラジャンプエッグ』、集英社）[注 1]
- アロエinヨーグルトの神様（『ヤングキングアワーズ』2021年9月号、少年画報社）